# Аймен (Алматинская область)
Аймен (каз. Аймен) — село в Енбекшиказахском районе Алматинской области Казахстана. Входит в состав Болекского сельского округа. Код КАТО — 194041200.

## Население
В 1999 году население села составляло 1299 человек (656 мужчин и 643 женщины). По данным переписи 2009 года, в селе проживали 1534 человека (781 мужчина и 753 женщины).